# تشارلز روبرت جينكينز
تشارلز روبرت جينكينز (بالإنجليزية: Charles Robert Jenkins)‏ (18 فبراير 1940 - 11 ديسمبر 2017) هو رقيب بالجيش الأمريكي، عاش بكوريا الشمالية (1965 - 2004) بعد فراره من الخدمة العسكرية أثناء تواجده في المنطقة المنزوعة السلاح بين الكوريتين في يناير 1965.

## حياته في كوريا الشمالية
بعد فراره إلى كوريا الشمالية تم حجزه هُناك، وقام بتدريس اللغة الإنجليزية في الجيش الكوري الشمالي لمدة طويلة من الزمن. كما لعب بدور الجاسوس الأمريكي في العديد من الأفلام الدعائية الكورية. تزوج من اليابانية هيتومي سوغا (21 سنة) والتي كانت محتجزة في كوريا الشمالية أيضاً خلال عملية اختطاف كوريا الشمالية مواطنين يابانيين، وأنجبا ابنتين.
عادت سوغا لليابان سنة 2002، ثم عاد معها زوجها تشارلز سنة 2004 برفقة ابنتيه. وعمل باليابان بآخر أيام حياته في محل لبيع الهدايا.

## الوفاة
توفي تشارلز روبرت جينكينز في 11 ديسمبر 2017 عن عمر ناهز السابعة والسبعين.